# Paulus Budi Kleden
Paulus Budi Kleden (ur. 16 listopada 1965 w Waibalum-Larantuka) – indonezyjski duchowny rzymskokatolicki, werbista, w latach 2018–2024 przełożony generalny Zgromadzenia Słowa Bożego, arcybiskup Ende od 2024 .

## Życiorys
Do zakonu wstąpił w 1985 r. Święcenia kapłańskie przyjął 15 maja 1993. W latach 1993–1996 był wikariuszem parafii Steinhausen i Auw w Szwajcarii, następnie wykładał teologię w Indonezji. Od 2012 roku był radcą generalnym zgromadzenia. 4 lipca 2018 r. kapituła generalna wybrała go na generała zakonu werbistów.
25 maja 2024 został prekonizowany arcybiskupem Ende.
22 sierpnia 2024 otrzymał święcenia biskupie, których mu udzielił arcybiskup Piero Pioppo. 